# Антал Мелиш
Антал Мелиш (мађ. Antal Melis; Будимпешта, 12. мај 1946) био је мађарски веслачки репрезентативац, члан Веслачког клуба Чепел из Будимпеште. Најчешће је веслао у четверцу без кормилара, са којим је и постигао свој највећи успех.
Са четверцем без кормилара Мађарске учествовао је два пута на Летњим олимпијским играма 1968. у Мексико Ситију и 1972. у Минхену. Већи успех остварио је у Мексико Ситију, освојивши сребрну медаље у четверцу без кормилара иза посаде ИсточнеНемачке. Мађарски четверац је веслао у саставу: Золтан Мелиш, Ђерђ Шарлош, Јожеф Чермељ и Антал Мелиш.
Четири године касније у истој дисциплини само у измењеном саставу испали су у репасажу.
На европским првенствима у веслању учествовао је са посадом осмерца 1971. и 1973. и оба пута били су четврти.